# Jaume Rodri i Febrer
Jaume Rodri i Febrer (Vic, Osona, 13 d'octubre de 1940) és un escultor, escriptor, cineasta i polític català. Ha estat regidor de l'Ajuntament de Cardedeu i diputat al Parlament de Catalunya.

## Biografia
Estudià Filosofia i Lletres, Magisteri i dibuix. Va estudiar al Seminari de Vic i fou capellà. El 1961 va participar en 1a Mostra d'Art de la revista Inquietud Artística de Vic; entre 1963 i 1966 va exposar i viatjar per Àfrica i l'Orient Mitjà, i quan tornà va obtenir el segon premi de la Mostra de Tardor del Bages, alhora que es guanyava una multa del governador civil. El 1970 va fundar amb Rafael Subirachs i Vila, Miquel Martí i Pol, Josep Vernis i Jordi Sarrate el grup pluridisciplinari Estampa Popular de la Plana de Vic.
Durant els anys 1970 i 1980 viatjà per Amèrica Llatina i col·laborà en la fundació del Museu d'Art Modern de Santiago de Xile. També fou comissari d'exposicions de la Galeria d'Art 492 de Barcelona (1979-1983). El 1985 participà en la fundació del Museu d'Art Contemporani de Cadaqués i l'organització dels Festivals de Música de Cadaqués. El 1989 fou president del Consell Nacional d'ERC, amb el qual a les eleccions municipals de 1991 fou escollit regidor de l'Ajuntament de Cardedeu i diputat a les eleccions al Parlament de Catalunya de 1992. El 1999 fou donat de baixa d'ERC per haver donat suport a la candidatura d'Iniciativa per Catalunya-Verds a les eleccions municipals a Cardedeu. Després abandonà la política per a centrar-se en l'escultura, que es caracteritza pel seu simbolisme, el tractament del concepte i l'aproximació a l'abstracció on predomina l'abstracció de caràcter mediterrani, i s'hi manifesta la importància del moviment.
Ha elaborat diverses escultures d'homenatge a personatges com Josep Pallach i Carolà o Lluís Maria Xirinacs i Damians, del qui era molt amic.

## Obres

### Llibres
- L'Evangeli segons Jaume Rodri (1973)

### Filmografia
- A propòsit de la Cantata de Santa Maria d'Iquique (1985), curtmetratge codirigit amb Llorenç Soler, premi Festival Internacional de Cinema de Berlín.
- A la recerca de la naturalesa profunda (2001), coguionista i director

### Escultura
- Homenatge a Josep Pallach (2000)
- Recreació de la deessa Artemis (2001)
- Alimara (2002)
- Pedres al cor (2005) a Centelles
- Monòlit Dau al Set (2006) a Centelles
- Monòlit a Lluïs Maria Xirinacs (2008) a Ogassa.
- Escultura d'Homenatge a Santi Santamaria a Sant Celoni. Inaugurada l'11 de novembre de 2012